# .sd
.sd کد کشور دامنه سطح‌بالا (دامنه سطح‌بالای کد کشوری) برای سودان است.

## دامنه‌های سطح دوم
- com.sd - شرکت‌ها
- net.sd - ارائه‌دهندگان شبکه و ISPها
- org.sd - سازمان‌های غیردولتی سودانی
- edu.sd - دانشگاه‌ها و کالج‌های سودانی
- med.sd - پزشکی
- tv.sd - کانال‌های تلویزیونی و رسانه‌های الکترونیک
- gov.sd - دولت سودان و وزارتخانه‌ها
- info.sd - روزنامه‌ها، اطلاعات و رسانه‌ها

## دامنه سطح دوم بین‌المللی
یک رشته جدید کد بین‌المللی کشوری با استفاده از حروف عربی، سودان، در نوامبر ۲۰۱۲ برای سودان رزرو شد.